# Bahamas i olympiska sommarspelen 2004
Bahamas i olympiska sommarspelen 2004 bestod av 22 idrottare som blivit uttagna av Bahamas olympiska kommitté.

## Friidrott
Herrar
Bana, maraton och gång
| Idrottare                                                                   | Gren          | Heat     | Heat      | Kvartsfinal | Kvartsfinal | Semifinal        | Semifinal        | Final            | Final            |
| Idrottare                                                                   | Gren          | Resultat | Placering | Resultat    | Placering   | Resultat         | Placering        | Resultat         | Placering        |
| --------------------------------------------------------------------------- | ------------- | -------- | --------- | ----------- | ----------- | ---------------- | ---------------- | ---------------- | ---------------- |
| Dominic Demeritte                                                           | 200 meter     | 20,62    | 1 Q       | 20,61       | 6           | Gick inte vidare | Gick inte vidare | Gick inte vidare | Gick inte vidare |
| Chris Brown                                                                 | 400 meter     | 45,09    | 1 Q       | i.u.        | i.u.        | 45,31            | 3                | Gick inte vidare | Gick inte vidare |
| Andrae Williams Dennis Darling* Nathaniel McKinney Chris Brown Aaron Cleare | 4 x 400 meter | 3:01,74  | 3 Q       | i.u.        | i.u.        | i.u.             | i.u.             | 3:01,88          | 6                |

Fältgrenar och tiokamp
| Idrottare      | Gren      | Kval     | Kval      | Final            | Final            |
| Idrottare      | Gren      | Resultat | Placering | Resultat         | Placering        |
| -------------- | --------- | -------- | --------- | ---------------- | ---------------- |
| Osbourne Moxey | Längdhopp | 7,81     | 21        | Gick inte vidare | Gick inte vidare |
| Leevan Sands   | Tresteg   | 16,35    | 27        | Gick inte vidare | Gick inte vidare |

Damer
Bana, maraton och gång
| Idrottare                                                     | Gren          | Heat     | Heat      | Kvartsfinal | Kvartsfinal | Semifinal        | Semifinal        | Final            | Final            |
| Idrottare                                                     | Gren          | Resultat | Placering | Resultat    | Placering   | Resultat         | Placering        | Resultat         | Placering        |
| ------------------------------------------------------------- | ------------- | -------- | --------- | ----------- | ----------- | ---------------- | ---------------- | ---------------- | ---------------- |
| Debbie Ferguson                                               | 100 meter     | 11,30    | 3 Q       | 11,16       | 3 Q         | 11,04            | 4 Q              | 11,16            | 7                |
| Chandra Sturrup                                               | 100 meter     | 11,37    | 3 Q       | 11,46       | 7           | Gick inte vidare | Gick inte vidare | Gick inte vidare | Gick inte vidare |
| Debbie Ferguson                                               | 200 meter     | 22,57    | 1 Q       | 22,53       | 2 Q         | 22,49            | 4 Q              | 22,30            | 3                |
| Christine Amertil                                             | 400 meter     | 50,23    | 2 Q       | i.u.        | i.u.        | 50,17            | 2 Q              | 50,37            | 7                |
| Tonique Williams-Darling                                      | 400 meter     | 51,20    | 1 Q       | i.u.        | i.u.        | 50,00            | 1 Q              | 49,42            | 1                |
| Debbie Ferguson Shandria Brown Chandra Sturrup Timicka Clarke | 4 x 100 meter | 43,02    | 2 Q       | i.u.        | i.u.        | i.u.             | i.u.             | 42,69            | 4                |

Fältgrenar och sjukamp
| Idrottare      | Gren          | Kval     | Kval      | Final            | Final            |
| Idrottare      | Gren          | Resultat | Placering | Resultat         | Placering        |
| -------------- | ------------- | -------- | --------- | ---------------- | ---------------- |
| Jackie Edwards | Längdhopp     | 6,53     | =14       | Gick inte vidare | Gick inte vidare |
| Laverne Eve    | Spjutkastning | 62,11    | 6 Q       | 62,77            | 6                |

## Tennis
| Spelare                    | Gren       | Omgång 1                          | Omgång 2          | Åttondelsfinaler  | Kvartsfinaler     | Semifinaler       | Final / BM        | Final / BM       |
| Spelare                    | Gren       | Motståndare Poäng                 | Motståndare Poäng | Motståndare Poäng | Motståndare Poäng | Motståndare Poäng | Motståndare Poäng | Placering        |
| -------------------------- | ---------- | --------------------------------- | ----------------- | ----------------- | ----------------- | ----------------- | ----------------- | ---------------- |
| Mark Knowles Mark Merklein | Herrdubbel | González / Massú (CHI) L 5–7, 4–6 | Gick inte vidare  | Gick inte vidare  | Gick inte vidare  | Gick inte vidare  | Gick inte vidare  | Gick inte vidare |